# 陳昂 (洪武進士)
陳昂，福建連江东岱人，明朝政治人物，同進士出身。
洪武二十年，福建丁卯乡试中舉。洪武二十一年（1388年），聯捷戊辰科進士，任貴州道監察御史、云南参议。